# Nova Scotia Voyageurs
Nova Scotia Voyageurs, od 1969 do 1971 imenovan Montreal Voyageurs, je bil profesionalni hokejski klub iz Halifaxa, Nova Škotska. Deloval je v ligi American Hockey League od 1971 do 1984. Domača dvorana kluba je bila do selitve v Halifax dvorana Montreal Forum, do 1978 Halifax Forum, od 1978 do 1984 pa Halifax Metro Centre. Klub je bil podružnica NHL moštva Montreal Canadiens. 
Leta 1971 se je klub Montreal Voyageurs preselil v Halifax in se preimenoval v Nova Scotia Voyageurs. Klub je postal prvi v zgodovini lige AHL, ki se je nahajal na območju Atlantske Kanade. Klub je prav tako postal prvi kanadski klub, ki je osvojil pokal Calder Cup. Mnogo let so dominirali ligo, razen v dveh poraznih sezonah, in se redno uvrščali v končnico. Moštvo se je leta 1984 naposled preselilo v Sherbrooke, Quebec in postalo Sherbrooke Canadiens. 
Moštvo je na območju Halifaxa nadomestilo novo moštvo Nova Scotia Oilers, podružnično moštvo Edmonton Oilersov, in kasneje Halifax Citadels, podružnično moštvo NHL ekipe Quebec Nordiques.

## Rekordi
V eni sezoni
Zadetki:  Yvon Lambert (1971–72), 52
Podaje:  John Chabot (1982–83), 73
Točke:  Yvon Lambert (1971–72), 104
 Peter Sullivan (1974–75), 104
Kazenske minute:  Dwight Schofield (1981–82), 335
GAA:
%:
V celotni karieri
Zadetki:  Dan Metivier, 103
Podaje:  Wayne Thompson, 163
Točke:  Don Howse, 251
Kazenske minute: , Dave Allison, 1084
Vratarske zmage:
Shutouti:
Nastopi:  Jim Cahoon, 371

## Vidnejši igralci
Igralci s preko 100 nastopi za Voyageurse in vsaj enim nastopom v ligi NHL (ali WHA): 
|  | - Keith Acton - Dave Allison - Guy Carbonneau - Dan Daoust - Brian Engblom - Greg Fox - Yvon Lambert | - Peter Lee - Dave Lumley - Gilles Lupien - Mike McPhee - Rick Meagher - Pierre Mondou - Bob Murray | - Bill Nyrop - Greg Paslawski - Noel Price - Larry Robinson - Randy Rota - Rod Schutt - Peter Sullivan - Michel Therrien | - John Van Boxmeer - Ron Wilson - Paul Woods |

## Trenerji
- Al MacNeil - 1971 do 1977
- Frank St. Marseille - 1977 do 1979
- Bert Templeton - 1979 do 1981
- John Brophy - 1981 do 1984

## Izidi
- Montreal Voyageurs, 1969–1971
- Nova Scotia Voyageurs, 1971–1984

### Redna sezona
| Sezona  | Moštvo                | Tekem | Zmag | Porazov | Remijev | TOČ | GF  | GA  | Uvrstitev             |
| ------- | --------------------- | ----- | ---- | ------- | ------- | --- | --- | --- | --------------------- |
| 1969/70 | Montreal Voyageurs    | 72    | 43   | 15      | 14      | 100 | 327 | 195 | 1. v Vzhodni diviziji |
| 1970/71 | Montreal Voyageurs    | 72    | 27   | 31      | 14      | 68  | 215 | 239 | 2. v Vzhodni diviziji |
| 1971/72 | Nova Scotia Voyageurs | 76    | 41   | 21      | 14      | 96  | 274 | 202 | 2. v Vzhodni diviziji |
| 1972/73 | Nova Scotia Voyageurs | 76    | 43   | 18      | 15      | 101 | 316 | 191 | 1. v Vzhodni diviziji |
| 1973/74 | Nova Scotia Voyageurs | 76    | 37   | 27      | 12      | 86  | 263 | 223 | 3. v Severni diviziji |
| 1974/75 | Nova Scotia Voyageurs | 75    | 40   | 26      | 9       | 89  | 270 | 227 | 3. v Severni diviziji |
| 1975/76 | Nova Scotia Voyageurs | 76    | 48   | 20      | 8       | 104 | 326 | 209 | 1. v Severni diviziji |
| 1976/77 | Nova Scotia Voyageurs | 80    | 52   | 22      | 6       | 110 | 308 | 225 | 1. v AHL              |
| 1977/78 | Nova Scotia Voyageurs | 81    | 37   | 28      | 16      | 90  | 304 | 250 | 2. v Severni diviziji |
| 1978/79 | Nova Scotia Voyageurs | 80    | 39   | 37      | 4       | 82  | 313 | 302 | 3. v Severni diviziji |
| 1979/80 | Nova Scotia Voyageurs | 79    | 43   | 29      | 7       | 93  | 331 | 271 | 2. v Severni diviziji |
| 1980/81 | Nova Scotia Voyageurs | 80    | 38   | 37      | 5       | 81  | 335 | 298 | 3. v Severni diviziji |
| 1981/82 | Nova Scotia Voyageurs | 80    | 35   | 35      | 10      | 80  | 330 | 313 | 3. v Severni diviziji |
| 1982/83 | Nova Scotia Voyageurs | 80    | 41   | 34      | 5       | 87  | 378 | 333 | 2. v Severni diviziji |
| 1983/84 | Nova Scotia Voyageurs | 80    | 32   | 37      | 11      | 75  | 277 | 288 | 4. v Severni diviziji |

### Končnica
Legenda:

Z - zmaga, P - poraz
| Sezona  | 1. krog               | 2. krog                                     | Finale             |
| ------- | --------------------- | ------------------------------------------- | ------------------ |
| 1969/70 | Z, 4–1, Baltimore     | P, krog na izpadanje, Buffalo & Springfield | —                  |
| 1970/71 | P, 0–3, Springfield   | —                                           | —                  |
| 1971/72 | Z, 4–1, Springfield   | Z, 4–0, Boston                              | Z, 4–2, Baltimore  |
| 1972/73 | Z, 4–0, Providence    | Z, 4–0, Boston                              | P, 1–4, Cincinnati |
| 1973/74 | P, 2–4, Providence    | —                                           | —                  |
| 1974/75 | P, 2–4, Rochester     | —                                           | —                  |
| 1975/76 | prosti                | Z, 4–0, Rochester                           | Z, 4–1, Hershey    |
| 1976/77 | Z, 4–2, Hershey       | —                                           | Z, 4–2, Rochester  |
| 1977/78 | Z, 3–1, Springfield   | P, 3–4, Maine                               | —                  |
| 1978/79 | Z, 3–2, New Brunswick | P, 2–4, Maine                               | —                  |
| 1979/80 | P, 2–4, Maine         | —                                           | —                  |
| 1980/81 | P, 2–4, New Brunswick | —                                           | —                  |
| 1981/82 | Z, 3–1, Maine         | P, 1–4, New Brunswick                       | —                  |
| 1982/83 | P, 3–4, Maine         | —                                           | —                  |
| 1983/84 | Z, 4–3, Fredericton   | P, 1–4, Maine                               | —                  |